# نوکمرکلی
نوکمرکلی‌ها (به انگلیسی: Sittella)، گروهی از پرندگان در خانوادهٔ نوکمرکلیان (به لاتین: Neosittidae) از پرندگان گنجشک‌سان کوچک هستند که تنها در استرالیا یافت می‌شوند. آنها شبیه به کمرکلی هستند، اما در حالی که سال‌ها در آن خانواده جای داشتند، اکنون خانواده جداگانهٔ خود را دارند. آنها جز برای جابجایی محلی کوچ نمی‌کنند.
نوکمرکلی‌ها (نام علمی: Daphoenositta) نام یک سرده از راسته گنجشک‌سانان است.

## گونه‌ها
- نوکمرکلی سیاه، Daphoenositta miranda
- نوکمرکلی گونه‌گون، Daphoenositta chrysoptera

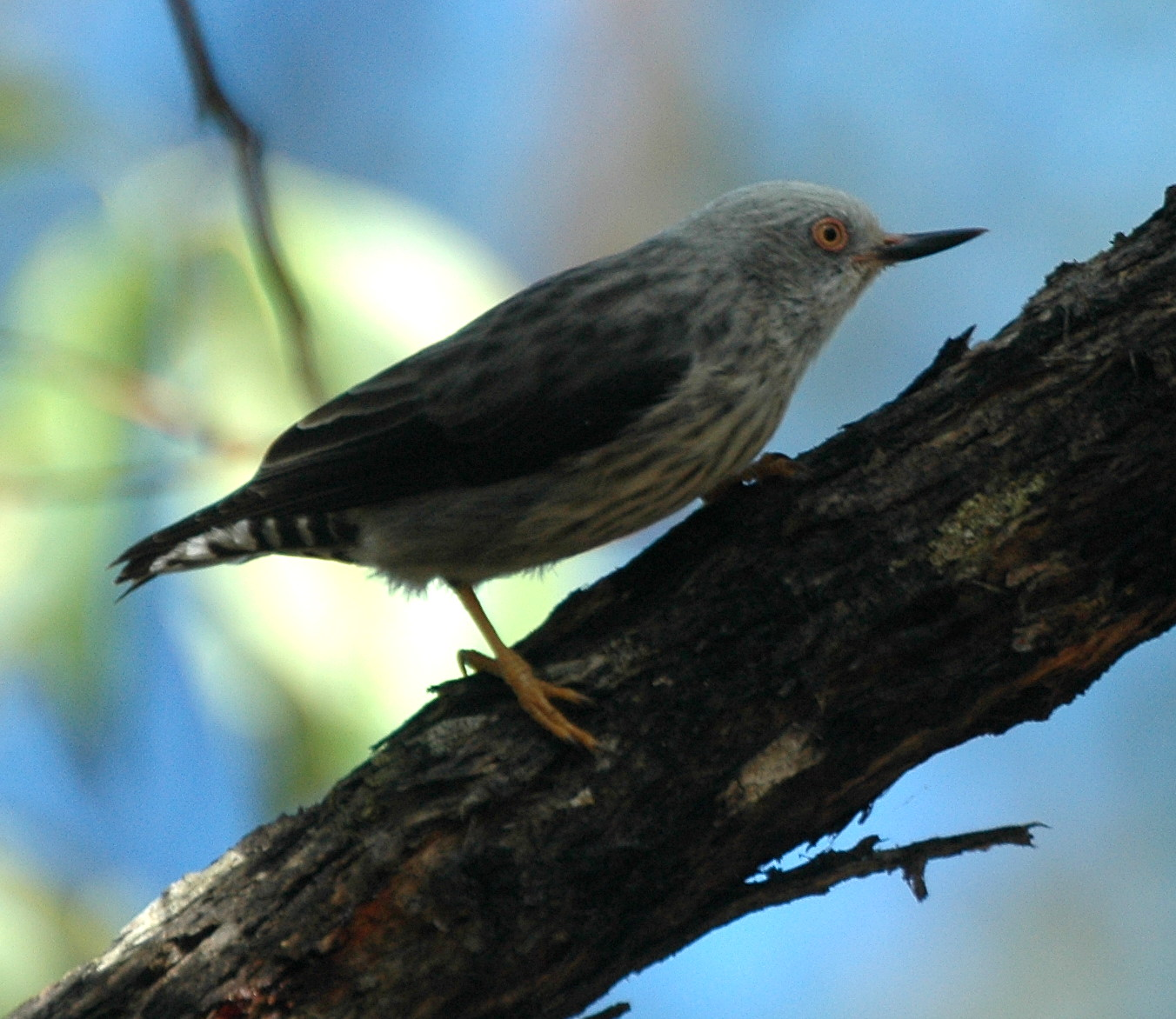
نوک نوکمرکلی گونه‌گون به بالا خمیده شده است.